# رید هوز
رید هوز (انگلیسی: Reed Howes؛ ‏ ۵ ژوئیهٔ ۱۹۰۰ – ۶ اوت ۱۹۶۴) هنرپیشه، مدل اهل ایالات متحده آمریکا بود.
از فیلم‌هایی که وی در آن‌ها نقش داشته‌است، می‌توان به شب بانوان در حمام اشاره نمود.